# Chile nos Jogos Paralímpicos
O Chile nos Jogos Paralímpicos está representado pela Comité Paralímpico do Chile. Suas primeiras participações foram nos Jogos Paralímpicos de Barcelona de 1992, na edição de verão, e nos Jogos Paralímpicos de Salt Lake City de 2002, na de inverno.
Em sua história paralímpica, o Chile tem só uma medalha — uma de ouro —, obtida pelo atleta Cristián Valenzuela nos Jogos Paralímpicos de Londres de 2012.

## Atletas
Listagem atualizada até Londres 2012.
| Atleta                | Desporto                  | Edição paralímpica |
| --------------------- | ------------------------- | ------------------ |
| Pablo Araya           | Tênis em cadeira de rodas | 2004               |
| Francisco Cayulef     | Tênis em cadeira de rodas | 2008               |
| Francisca Castro      | Natação                   | 2012               |
| Cristián Dettoni      | Tênis de mesa             | 2012               |
| Tomás do Villar       | Esqui alpino              | 2002 • 2006 • 2010 |
| Juan Carlos Garrido   | Levantamento de potência  | 2000               |
| Víctor Gonelli        | Atletismo                 | 2000               |
| Francisca Mardones    | Tênis em cadeira de rodas | 2012               |
| Robinson Méndez       | Tênis em cadeira de rodas | 2004 • 2008 • 2012 |
| Jorge Migueles        | Esqui alpino              | 2006 • 2010        |
| Patricio Morandé      | Esqui alpino              | 2002               |
| María Antonieta Ortiz | Tênis em cadeira de rodas | 2012               |
| Diego Pérez           | Tênis em cadeira de rodas | 2012               |
| Macarena Quero        | Natação                   | 2008               |
| Víctor Solís          | Tênis de mesa             | 2004               |
| Víctor Valderrama     | Levantamento de potência  | 1992 • 1996 • 2000 |
| Cristián Valenzuela   | Atletismo                 | 2008 • 2012        |
| Gabriel Vallejos      | Natação                   | 1992 • 1996 • 2000 |
| Daniel Vásquez        | Atletismo                 | 2004               |

## Diplomas olímpicos
Ao todo, os desportistas paralímpicos chilenos têm conseguido quinze diplomas olímpicos em diversos desportos. Do total, três corresponderam a diploma de 4.º posto, três de 5.º, quatro de 6.º, dois de 7.º e três de 8.º.[carece de fontes?]
| Atleta              | Desporto     | Competição                | Ano                        |
| ------------------- | ------------ | ------------------------- | -------------------------- |
| 4.°                 |              |                           |                            |
| Gabriel Vallejos    | Natação      | 50 m costas S3            | Jogos Paralimpicos de 1992 |
| Gabriel Vallejos    | Natação      | 50 m borboleta S3         | Jogos Paralímpicos de 1996 |
| Cristián Valenzuela | Atletismo    | 1500 m T11                | Jogos Paralímpicos de 2012 |
| 5.°                 |              |                           |                            |
| Gabriel Vallejos    | Natação      | 50 m livres S3            | Jogos Paralímpicos de 1992 |
| Gabriel Vallejos    | Natação      | 50 m braza SB2            | Jogos Paralímpicos de 1992 |
| Gabriel Vallejos    | Natação      | 100 m livres S3           | Jogos Paralímpicos de 1992 |
| 6.°                 |              |                           |                            |
| Gabriel Vallejos    | Natação      | 50 m borboleta S3-4       | Jogos Paralímpicos de 1996 |
| Juan Carlos Garrido | Halterofilia | 48 kg                     | Jogos Paralímpicos de 2000 |
| Gabriel Vallejos    | Natação      | 50 m livre S3             | Jogos Paralímpicos de 2000 |
| Gabriel Vallejos    | Natação      | 50 m costas S3            | Jogos Paralímpicos de 2000 |
| 7.°                 |              |                           |                            |
| Gabriel Vallejos    | Natação      | 50 m costas S3            | Jogos Paralímpicos de 1996 |
| Gabriel Vallejos    | Natação      | 200 m livre S3            | Jogos Paralímpicos de 2000 |
| 8.°                 |              |                           |                            |
| Gabriel Vallejos    | Natação      | 50 m braza SB2            | Jogos Paralímpicos de 1996 |
| Víctor Gonelli      | Atletismo    | Lançamento de importância | Jogos Paralímpicos de 2000 |
| Gabriel Vallejos    | Natação      | 100 m livres S3           | Jogos Paralímpicos de 2000 |